# Horace Pippin
Horace Pippin (West Chester, 22 febbraio 1888 – West Chester, 6 luglio 1946) è stato un pittore statunitense.

## Biografia
Pippin si interessò alla pittura sin da piccolo, però la sua precaria situazione economica lo costrinse a svolgere ben altre attività, quali il rigattiere e il facchino.
Partecipò alla prima guerra mondiale, dove si infortunò gravemente ad un braccio.
Le sue esperienze di guerra gli fornirono le idee e gli spunti per le sue prime opere impegnative a partire dal 1930, non considerando i primi abbozzi eseguiti da ragazzino riguardanti la vita rurale ed equestre.
Nel 1937 si fece conoscere al mondo intero grazie alla sua prima mostra al Westchester Community Center, e successivamente a New York e Filadelfia.
La sua formazione artistica fu per lo più da autodidatta, e il suo particolare stile lo avvicinò ai maestri della pittura naif, ispirata dalle opere di Ben Shahn.
Le sue opere si caratterizzarono per una saldatura tra il magico e il reale, per una spontaneità dei temi e dei soggetti, tutti in uno sfondo fiabesco, guidati da una prospettiva illusionistica.
Tra le sue opere si segnalano quelle dedicate alla guerra : Fine della guerra: ritorno a casa (1931–1934), Buchi di conchiglia (1931), Pallone di osservazione (1931) oltre che Montagna Santa, riprodotta in vari esemplari (dal 1944 al 1945).

## Opere
- Tre soldati in marcia (1918);
- Soldati con maschere antigas in trincea (1918);
- Fine della guerra: ritorno a casa (1931–1934);
- Buchi di conchiglia (1931);
- Pallone di osservazione (1931);
- Crocifissione (1943);
- Donna sul lago (1937);
- Montagna Santa (1944-1945).

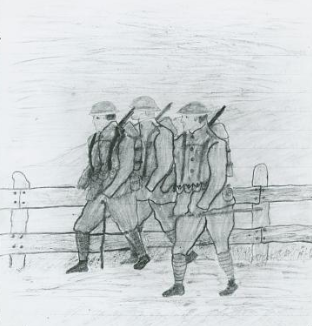
Tre soldati in marcia, 1918
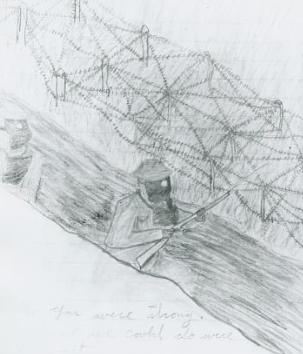
Soldati con maschere antigas in trincea, 1918
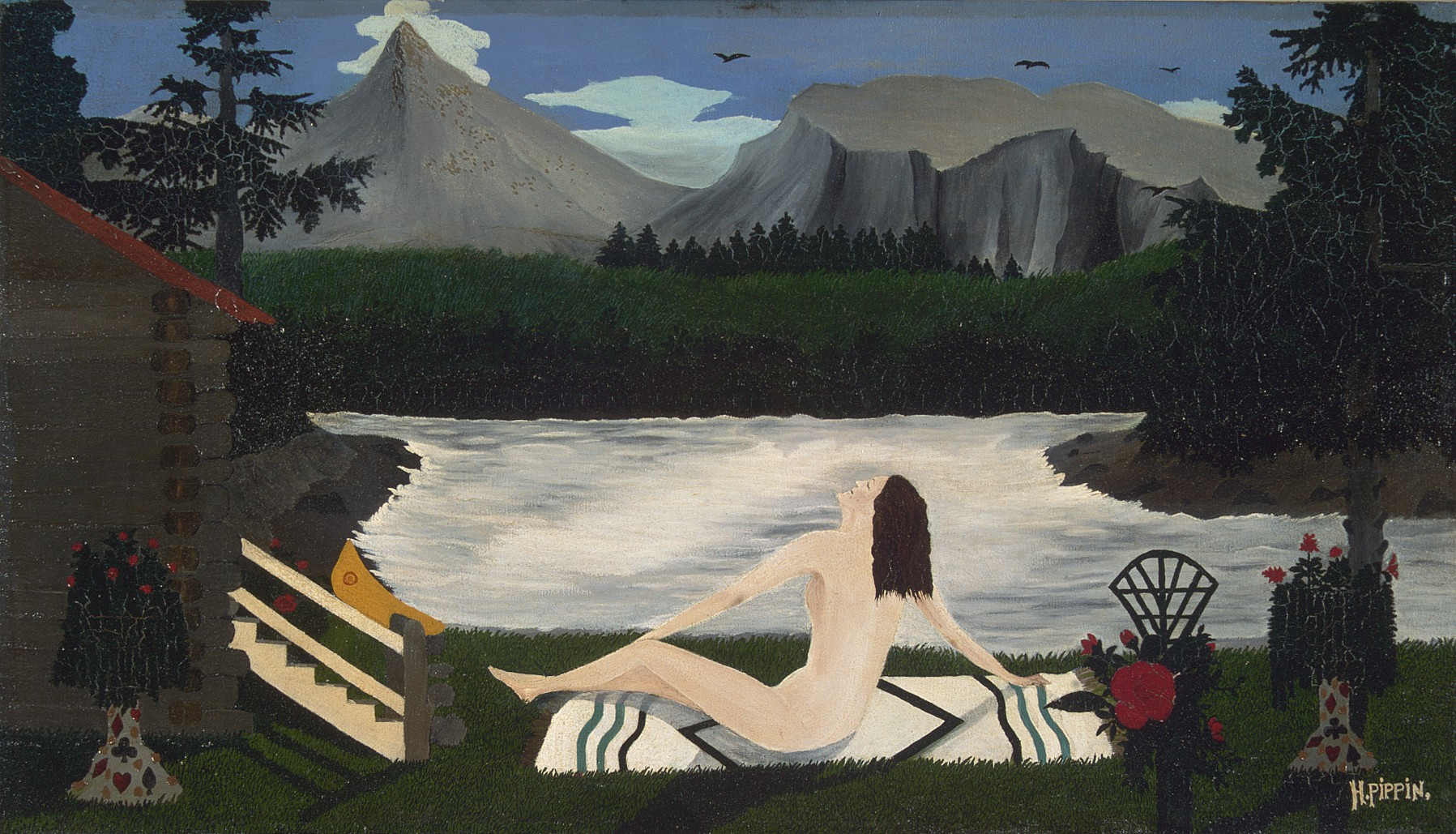
Donna sul lago, 1937
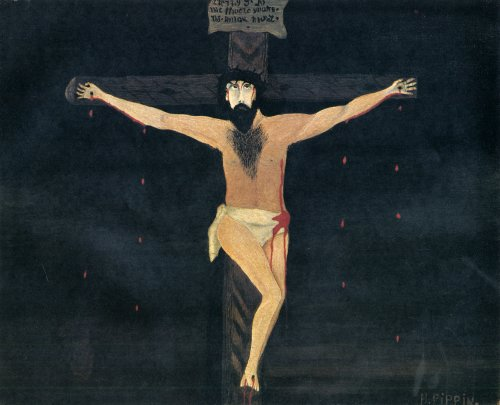
Crocifissione, 1943